# De Boisse

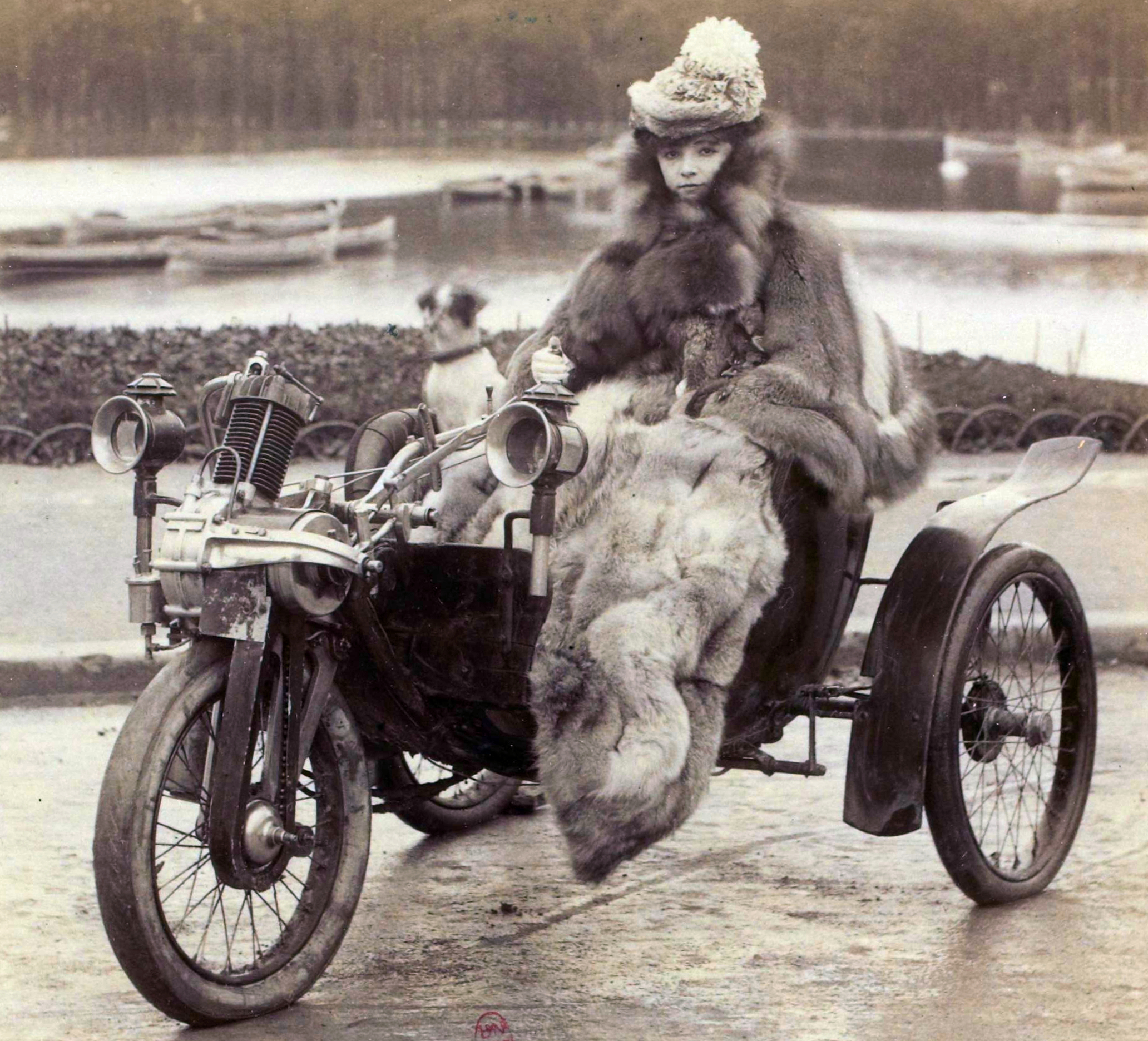
Dreirad von 1900

J. De Boisse war ein französischer Hersteller von Automobilen. Eine andere Quelle nennt diese Firmierung nicht.

## Unternehmensgeschichte
Das Unternehmen hatte seinen Sitz in Paris, in einer Quelle auf 11. Arrondissement präzisiert. Es stellte von 1900 bis 1904 Automobile her. Als Markennamen geben mehrere Quellen übereinstimmend De Boisse an, eine andere dagegen Denis De Boisse. Eine Quelle gibt an, dass Denis de Boisse 1904 die Produktion aufgab. Es bleibt unklar, ob das eine Person, mehrere Personen oder eine Firmierung war. Mögliche Aktivitäten des Unternehmens vor 1900 oder nach 1904 sind nicht bekannt.

## Fahrzeuge
Das erste Modell war ein Dreirad. Der Einzylindermotor war wassergekühlt. Er war oberhalb des einzelnen Vorderrades montiert und trieb es über eine Kette an. Gelenkt wurde mit einem langen Hebel. Die offene Karosserie bot Platz für zwei Personen. Ein Fahrzeug dieses Typs nahm 1901 am Autorennen Paris–Bordeaux teil, erreichte aber das Ziel nicht.
1902 erschien ein konventionelles Modell mit vier Rädern. Es hatte einen Einbaumotor von De Dion-Bouton mit 6 PS Leistung und Kardanantrieb. Laut zweier Quellen war die Hinterachse als De-Dion-Achse ausgelegt. 1903 nahmen zwei Fahrzeuge dieses Typs am Autorennen Paris–Madrid teil.
1904 erschien als letztes Modell mit einem Zweizylindermotor von De Dion-Bouton mit 12 PS Leistung. Eine Quelle bestätigt für dieses Modell den Zweizylindermotor mit 12 PS und gibt eine patentierte Hinterachse an.